# Grimsta IP
Der Grimsta Idrottsplats (deutsch Grimsta Sportplatz, kurz: Grimsta IP) ist ein Fußballstadion im Stadtteil Vällingby der schwedischen Hauptstadt Stockholm. Das Stadion ist Austragungsort der Heimspiele der Fußballvereine IF Brommapojkarna aus dem Stadtteil Bromma und Akropolis IF aus der Gemeinde Sundbyberg in der Stockholms län. Es bietet seit 2018 insgesamt 6820 Plätze für die Besucher.

## Geschichte
Die Anlage wurde 1963 errichtet und bot nach dem Bau der Haupttribüne 4500 Zuschauern Platz. Nachdem IF Brommapojkarna zur Spielzeit 2007 erstmals in die Allsvenskan aufgestiegen war, wurde die Kapazität des Stadions auf 7343 Plätze ausgebaut. Einen Zuschauerrekord gab es am 19. April 2009, als 6755 Anhänger das Derby gegen AIK sehen wollten.
Das Stadion besitzt eine überdachte Haupttribüne und eine sich über das halbe Spielfeld erstreckende unüberdachte Gegentribüne mit Sitzplätzen. An den kurzen Seiten des Spielfeldes befinden sich jeweils Stehplatztribünen. Ursprünglich wurde im Stadion auf Naturrasen gespielt; um die Anforderungen für die Allsvenskan zu erfüllen, investierte die Stadt Stockholm 20 Millionen Kronen in die Verlegung eines Kunstrasenfeldes und einer Rasenheizung.
Im Februar 2008 veröffentlichte der Klub Pläne, auf dem Gelände der Trabrennbahn Solvalla einen Sportkomplex inklusive Kongresszentrum und Hotel bauen zu wollen, in dem sowohl Pferdesport als auch Fußballspiele stattfinden könnten. Das neue Stadion sollte bis zu 15.000 Zuschauern Platz bieten. Nach dem geplanten Baubeginn 2009 sollte die Arena 2011 fertiggestellt sein, an Baukosten wurden circa 750 Millionen Kronen kalkuliert. Die Pläne wurden jedoch nicht realisiert.
Nach einer zwischenzeitlich aus Kostengründen abgebrochenen Sanierung des Stadions wurde 2015 der Neubau der Haupttribüne von der Stadt Stockholm als Eigentümerin des Stadions beschlossen, bei der im Rahmen einer ursprünglich zwölf Monate dauernden Bauphase diese neu konstruiert sowie mit neuen Umkleidekabinen, Dopingräumen, jeweils einem neuen Presseareal und Hospitality-Bereich ausgestattet werden sollte. Dabei wurde die Haupttribüne auf Sitzplätze umgestellt und somit die Kapazität auf 2000 Zuschauer reduziert, so dass sich die Gesamtkapazität des Stadions auf reduzierte. durch mobile Tribünen soll die Kapazität bei Bedarf jedoch auf etwa 6000 erhöht werden können. Das für den Umbau vorgesehene Budget betrug 58 Millionen SEK. Nachdem sich die Bauarbeiten noch über das gesamte Jahr 2016 erstreckt hatten, wurde das nun 4800 Zuschauern Platz bietende Stadion im April 2017 mit der Zweitliga-Partie zwischen IF Brommapojkarna und Örgryte IS pünktlich zum 75. Jubiläumsjahr des Gastgebers wiedereröffnet.